# Eugeniusz Juretzko
Eugeniusz Juretzko OMI (* 25. Dezember 1939 in Radzionków; † 16. Januar 2018 in Lublin) war ein polnischer Ordensgeistlicher und römisch-katholischer Bischof von Yokadouma in Kamerun.

## Leben
Eugeniusz Juretzko trat der Ordensgemeinschaft der Oblaten der Unbefleckten Jungfrau Maria (OMI) bei und der Erzbischof von Posen, Antoni Baraniak SDB, weihte ihn am 17. Mai 1964 zum Priester.
Papst Johannes Paul II. ernannte ihn am 20. Mai 1991 zum ersten Bischof des mit gleichem Datum errichteten Bistums Yokadouma. Die Bischofsweihe spendete ihm der Erzbischof von Yaoundé, Jean Zoa, am 8. September desselben Jahres; Mitkonsekratoren waren Cornelius Fontem Esua, Bischof von Kumbo, und Gabriel Simo, Weihbischof in Douala.
Papst Franziskus nahm am 25. April 2017 seinen altersbedingten Rücktritt an.